# 노사공동고용지원사업단
노사공동고용지원사업단은 폐지된 기관이다.
2004년 2월 10일 노사정위원회의 '일자리 만들기 사회협약'에 따라 실직근로자에 대한 재취업 및 창업지원, 구직자를 위한 기업정보 DB구축 및 구인/구직 네트워크 구축 등 종합적인 전직지원서비스를 무료로 제공하기 위해 설립된 고용노동부 산하의 기타공공기관이었으며 노사공동 재취업지원센터, 노사공동 전직지원센터를 운영하였다. 2011년 노사발전재단과 통합되었다.

## 주요기능 및 역할
- 개인별 맞춤 전직지원서비스 제공
- 구직활동 사무공간 및 사무기기 제공
- 기업정보 DB 구축 및 구인ㆍ구직 네트워크 운영
- 전직지원(커리어) 컨설턴트 양성과정 운영